# Bernard Goldberg
Bernard Richard Goldberg (Cidade de Nova Iorque, 31 de maio de 1945) é um escritor, jornalista e comentarista de política estadunidense. Goldberg é atual comentarista da Fox News e  repórter da Real Sports with Bryant Gumbel, da HBO.

## Livros
- Parcialidade: Como a imprensa distorce as notícias ISBN 0-06-052084-1
- Arrogance: Rescuing America from the Media Elite ISBN 0-446-53191-X
- Crazies to the Left of Me, Wimps to the Right: How One Side Lost Its Mind, and the Other Lost Its Nerve Published by HarperCollins, 2007, ISBN 0061252573, ISBN 9780061252570
- A Slobbering Love Affair: The True (And Pathetic) Story of the Torrid Romance Between Barack Obama and the Mainstream Media, 2009, ISBN 1596980907
- 100 People Who Are Screwing Up America